# Championnats du monde juniors de natation 2015
Navigation
2013 2017
La 5e édition des Championnats du monde juniors de natation se déroule à Singapour du 25 au 30 août 2015.
Les catégories concernées sont :
- les filles qui ont entre 14 et 17 ans au 31 décembre 2015 (nées en 2001, 2000, 1999 et 1998) ;
- les garçons entre 15 et 18 ans à ladite date (nés en 2000, 1999, 1998 et 1997).

## Résultats garçons
| Épreuve              | Or | Or                    | Argent | Argent         | Bronze | Bronze         |
| -------------------- | --- | --------------------- | --- | -------------- | --- | -------------- |
| Nage libre           | |                       | |                | |                |
| 50 m                 | Kyle Chalmers Australie | 22 s 19               | Michael Andrew États-Unis | 22 s 36        | Giovanni Izzo Italie | 22 s 55        |
| 100 m                | Kyle Chalmers Australie | 48 s 47 CR            | Maxime Rooney États-Unis | 48 s 87        | Felipe Souza Brésil | 49 s 30        |
| 200 m                | Maxime Rooney États-Unis | 1 min 47 s 78         | Grant Shoults États-Unis | 1 min 48 s 42  | Ernest Maksumov Russie | 1 min 48 s 68  |
| 400 m                | Grant Shoults États-Unis | 3 min 48 s 91         | Yang Jintong Chine | 3 min 50 s 05  | Qiu Ziao Chine | 3 min 50 s 99  |
| 800 m                | Yang Jintong Chine | 7 min 55 s 19         | César Castro Espagne | 7 min 57 s 21  | Ernest Maksumov Russie | 7 min 57 s 40  |
| 1 500 m              | Brandonn Almeida Brésil | 15 min 15 s 88        | Taylor Abbott États-Unis | 15 min 16 s 35 | César Castro Espagne | 15 min 17 s 10 |
| Dos                  | |                       | |                | |                |
| 50 m                 | Michael Andrew États-Unis | 25 s 13 CR            | Javier Acevedo Canada | 25 s 46        | Mohamed Samy Égypte Robinson Molina Venezuela                                                                                            | 25 s 54        |
| 100 m                | Robert Glință Roumanie | 54 s 30 CR            | Michael Taylor États-Unis | 54 s 64        | Luke Greenbank Grande-Bretagne | 54 s 81        |
| 200 m                | Hugo González Espagne | 1 min 58 s 11         | Michael Taylor États-Unis | 1 min 58 s 39  | Austin Katz États-Unis | 1 min 58 s 51  |
| Brasse               | |                       | |                | |                |
| 50 m                 | Andrius Šidlauskas Lituanie | 27 s 99               | Nicolò Martinenghi Italie | 28 s 03        | Nikola Obrovac Croatie | 28 s 11        |
| 100 m                | Anton Chupkov Russie | 1 min 00 s 19         | Reece Whitley États-Unis | 1 min 01 s 00  | Andrius Šidlauskas Lituanie | 1 min 01 s 26  |
| 200 m                | Anton Chupkov Russie | 2 min 10 s 19 CR      | Matthew Wilson Australie | 2 min 11 s 23  | Ippei Miyamoto Japon | 2 min 11 s 59  |
| Papillon             | |                       | |                | |                |
| 50 m                 | Andriy Khloptsov Ukraine | 23 s 64               | Michael Andrew États-Unis | 23 s 84        | Daniil Pakhomov Russie | 23 s 89        |
| 100 m                | Daniil Pakhomov Russie | 52 s 28 CR            | Vinicius Lanza Brésil | 52 s 88        | Daniil Antipov Russie | 52 s 99        |
| 200 m                | Nao Horomura Japon | 1 min 56 s 80         | Daniil Pakhomov Russie | 1 min 56 s 93  | Mike Thomas États-Unis | 1 min 57 s 61  |
| Quatre nages         | |                       | |                | |                |
| 200 m                | Clyde Lewis Australie | 2 min 00 s 15         | Dániel Sós Hongrie | 2 min 01 s 78  | Sean Grieshop États-Unis | 2 min 01 s 83  |
| 400 m                | Sean Grieshop États-Unis | 4 min 15 s 67         | Brandonn Almeida Brésil | 4 min 17 s 06  | Hugo González Espagne | 4 min 18 s 14  |
| Relais               | |                       | |                | |                |
| 4 × 100 m nage libre | Australie Vincent Dai (50 s 03) Kyle Chalmers (48 s 41) Brayden McCarthy (49 s 66) Jack Cartwright (49 s 29)                     | 3 min 17 s 39         | États-Unis Ryan Hoffer (49 s 97) Daniel Krueger (49 s 50) Michael Jensen (50 s 51) Maxime Rooney (48 s 44)                     | 3 min 18 s 42  | Italie Alessandro Bori (50 s 11) Giovanni Izzo (49 s 54) Ivano Vendrame (49 s 87) Alessandro Miressi (49 s 06)                           | 3 min 18 s 58  |
| 4 × 200 m nage libre | États-Unis Grant Shoults (1 min 48 s 10) Maxime Rooney (1 min 46 s 55) Sean Grieshop (1 min 49 s 82) Grant House (1 min 49 s 29) | 7 min 13 s 76 WJR, CR | Australie Damian Fyfe (1 min 50 s 03) Clyde Lewis (1 min 48 s 34) Kyle Chalmers (1 min 50 s 13) Joshua Parrish (1 min 49 s 26) | 7 min 17 s 76  | Russie Ernest Maksumov (1 min 48 s 99) Elisei Stepanov (1 min 48 s 81) Daniil Antipov (1 min 51 s 10) Aleksandr Prokofev (1 min 50 s 55) | 7 min 19 s 45  |
| 4 × 100 m 4 nages    | Russie Roman Larin (55 s 50) Anton Chupkov (59 s 84) Daniil Pakhomov (51 s 74) Vladislav Kozlov (49 s 36)                        | 3 min 36 s 44 WJR, CR | États-Unis Michael Taylor (55 s 39) Reece Whitley (1 min 00 s 82) Michael Andrew (52 s 75) Maxime Rooney (48 s 55)             | 3 min 37 s 51  | Australie Clyde Lewis (55 s 85) Matthew Wilson (1 min 01 s 81) Brayden McCarthy (54 s 17) Kyle Chalmers (48 s 38)                        | 3 min 40 s 21  |